# Aplerbeck (okręg administracyjny)
Aplerbeck, Dortmund-Aplerbeck – okręg administracyjny (Stadtbezirk) w Dortmundzie, w kraju związkowym Nadrenia Północna-Westfalia. Liczy 54 902 mieszkańców (31 grudnia 2012) i ma powierzchnię 24,98 km².

## Dzielnice
Okręg składa się z pięciu dzielnic (Stadtteil):
1. Aplerbeck
2. Berghofen
3. Schüren
4. Sölde
5. Sölderholz